# تشارلز فينتر (لاعب كريكت بريطاني)
تشارلز فينتر (24 ديسمبر 1903 في كندا - 4 مارس 1982 في المملكة المتحدة) (بالإنجليزية: Charles Winter)‏ هو لاعب كريكت بريطاني (وحمل سابقاً جنسية المملكة المتحدة لبريطانيا العظمى وأيرلندا). لعب مع نادي مقاطعة سومرست للكريكت ‏.